# 松田道弘
松田 道弘（まつだ みちひろ、1936年 - 2021年10月24日）は、日本の著述家、奇術研究家。日本推理作家協会会員。
父は医師・育児評論家・歴史家の松田道雄。

## 来歴
京都府京都市出身。同志社大学経済学部卒業。学生時代から海外奇術やゲーム、マジックの文献の研究を始め、ラジオ関西勤務を経て、著述家として奇術やゲーム、ジョーク、ミステリ小説などについての評論や著述に専念。
1979年には第12回石田天海賞を受賞している。1980年『とりっくものがたり』で第33回日本推理作家協会賞・評論その他の部門で候補作。1989年『ミステリ作家のたくらみ』で第42回日本推理作家協会賞・評論その他の部門で候補作。
2021年10月24日、老衰のため死去、85歳。

## 著作

### マジック関連
- 『トランプの不思議―現代カード奇術入門』 高木重朗、松田道弘　力書房　1956年
- 『クロースアップ・マジック』 金沢文庫、1974年。のちに『即席マジック入門』（ちくま文庫、1987年）、さらに『クロースアップ・マジック』（ブッキング、2005年）として復刊。
- 『奇術の楽しみ』ちくま少年図書館、1975年。のちに、ちくま文庫から刊行。
- 『不可能からの脱出　超能力を演出したショウマン ハリー・フーディーニ』王国社、1985年。
- 『超能力のトリック』講談社現代新書、1985年。
- 『奇術入門シリーズ　シルクマジック』東京堂出版、1987年。
- 『クロースアップ・マジック事典』 東京堂出版、1990年。
- 『松田道弘のカードマジック』東京堂出版、1990年。
- 『夢のクロースアップ・マジック劇場』 社会思想社、1992年。
- 『トリックで遊ぶ本』社会思想社、1992年。
- 『松田道弘　遊びの冒険　全5巻』筑摩書房、1993年～1995年。のちに、ブッキングから復刊。
  - トランプ・マジック・スペシャル
  - 超能力マジックの世界
  - ギャンブルのトリック
  - ミラクル・トランプ.マジック
  - とっておきクロースアップ・マジック
- 『松田道弘のクロースアップ・カードマジック』東京堂出版、1994年。
- 『世界のマジシャン・フーズフー マジシャン人名録』東京堂出版、1995年。
- 『松田道弘のマニアック・カードマジック』 東京堂出版、1996年。
- 『マジック・ビデオ90選』（三田皓司との共著）東京堂出版、1996年。
- 『メンタル・マジック事典』東京堂出版、1997年。
- 『現代カードマジックのアイディア』 東京堂出版、1999年。
- 『おどろきの発見 マジック世界の魅力』岩波ジュニア新書、1999年。
- 『トリック・カード事典』東京堂出版、2001年。
- 『クラシック・マジック事典』 東京堂出版、2002年。
- 『クラシック・マジック事典Ⅱ』 東京堂出版、2003年。
- 『マジック大全』岩波書店、2003年。
- 『現代カードマジックのテクニック』 東京堂出版、2003年。
- 『魅惑のトリックカード・マジック』 東京堂出版、2005年。
- 『夢のクロースアップ・マジック劇場』（1992年の復刊）東京堂出版、2005年。
- 『松田道弘のオリジナル・カードマジック』 東京堂出版、2006年。
- 『タロットカードマジック事典』東京堂出版、2008年。
- 『松田道弘のシックなカードマジック』東京堂出版、2008年。
- 『トリックスター列伝 近代マジック小史』東京堂出版、2008年。
- 『カードマジック The Way of Thinking』東京堂出版、2011年。
- 『トランプの不思議　復刻版　現代カード奇術入門』（高木重朗著・松田道弘編集）東京堂出版、2011年。

### 遊び・ジョーク・ミステリ関連
- 『トランプのたのしみ』ちくま少年図書館、1979年。
- 『とりっくものがたり』筑摩書房（ちくまぶっくす）、1979年。のちに『トリックものがたり』（ちくま文庫、1986年）として刊行。
- 『トランプものがたり』岩波書店、1979年。
- 『松田道弘　遊びの本　全6巻』筑摩書房、1980年～1986年。
  - トランプ・マジック（のち、ちくま文庫）
  - ボード・ゲーム
  - ふたりで遊ぶ本
  - 面白いトランプ・ゲーム（のち、ちくま文庫）
  - ひとりで遊ぶ本
  - チェスの楽しみ
- 『トリック専科』社会思想社、1982年。のちに現代教養文庫から刊行。
- 『遊び時間の発想』（織田正吉との共著）日本経済新聞社、1982年。
- 『トリック・とりっぷ』講談社、1982年。のちに『トリックのある部屋 私のミステリ案内』（講談社文庫）として刊行。
- 『ジョークのたのしみ』筑摩書房、1984年。のち、ちくま文庫。
- 『遊びの世界 実技指導による遊びの再発見』チャイルド本社、1984年。
- 『頭が遊ぶ発想教室 「知的興奮」から「創造的思考」へ　アッ!固定観念が消えてゆく…』PHP研究所、1984年。
- 『ジョークでパズる』講談社、1985年。
- 『おもしろゲーム実戦本』講談社文庫、1987年。
- 『ミステリ作家のたくらみ』筑摩書房、1988年。
- 『遊びの世界の味覚地図』社会思想社、1988年。
- 『トランプゲーム事典』 東京堂出版、1988年。
- 『世界のゲーム事典』 東京堂出版、1989年。
- 『ベストゲーム・カタログ 遊びの新世界をパトロール』現代教養文庫  1993年。
- 『遊びとジョークの本』筑摩書房、1996年。
- 『カジノゲーム入門事典』（谷岡一郎との共著） 東京堂出版、1996年。
- 『トランプ入門 楽しくはじめる』小学館、1998年。
- 『将棋とチェスの話 盤上ゲームの魅力』岩波ジュニア新書、2000年。
- 『世界のジョーク事典』東京堂出版、2006年。

### 翻訳
- 『トランプ・ゲーム大百科』デヴィッド・パーレット著、社会思想社、1988年。
- 『ロジックのパズル 思考力をとぎすます推理パズル100選』ピエール・ベルロカン著、社会思想社、1991年。
- 『完全チェス読本2』マイク・フォックス、リチャード・ジェイムズ著（1、3巻は若島正訳）毎日コミュニケーションズ、1998年。